# Chiritopsis confertiflora
Chiritopsis confertiflora är en tvåhjärtbladig växtart som beskrevs av Wen Tsai Wang. Chiritopsis confertiflora ingår i släktet Chiritopsis och familjen Gesneriaceae. Inga underarter finns listade i Catalogue of Life.